# 胡长鸿
胡长鸿（1918年—？），男，汉族，浙江绍兴人，中国药剂学家，曾任浙江中医学院教授，药典委员会委员。